# Juegos Olímpicos de Nagano 1998
Los Juegos Olímpicos de Nagano 1998, oficialmente conocidos como los XVIII Juegos Olímpicos de Invierno, fueron un evento multideportivo internacional celebrado en Nagano, Japón, entre el 7 y el 22 de febrero de 1998. En esta edición participaron 2176 atletas —1389 hombres y 787 mujeres— de 72 comités olímpicos nacionales, que compitieron en 68 eventos de 14 deportes.
La XVIII Olimpiada de Invierno fue la segunda organizada en Japón después de Sapporo 1972, y la tercera cita olímpica si contamos el evento de verano de Tokio 1964. La mayoría de competencias tuvieron lugar en cuatro estaciones de montaña de la prefectura de Nagano, mientras que en la capital se encontraban el estadio olímpico y los pabellones cubiertos. Hubo dos nuevas incorporaciones al programa olímpico: el curling —que había debutado en Chamonix 1924— y el snowboard, así como el primer torneo femenino de hockey sobre hielo.
En el plano deportivo hubo actuaciones destacadas como las cinco medallas de la rusa Larisa Lazutina en esquí de fondo, deporte en el que también brillaría el noruego Bjørn Dæhlie con tres oros. En hockey sobre hielo se llegó a un acuerdo para que los jugadores profesionales pudieran asistir al evento, con victoria de la República Checa sobre las grandes favoritas. El austriaco Hermann Maier se sobrepuso a una dura caída para ganar dos medallas de oro en esquí alpino; el saltador de esquí japonés Kazuyoshi Funaki hizo una puntuación perfecta en trampolín gigante, y la estadounidense Tara Lipinski se convirtió en la campeona olímpica más joven de la historia —14 años— con el oro en patinaje artístico. Además, las innovaciones introducidas en patinaje de velocidad permitieron batir hasta cinco plusmarcas mundiales.
Alemania volvió a liderar el medallero tanto en número de preseas como en oros, seguida por Noruega y Rusia. Los anfitriones quedaron en séptima posición.
Las malas condiciones climatológicas obligaron a retrasar la celebración de nueve pruebas, siete de esquí alpino. Pese a ello se considera que Nagano 1998 resultó un éxito organizativo.

## Elección

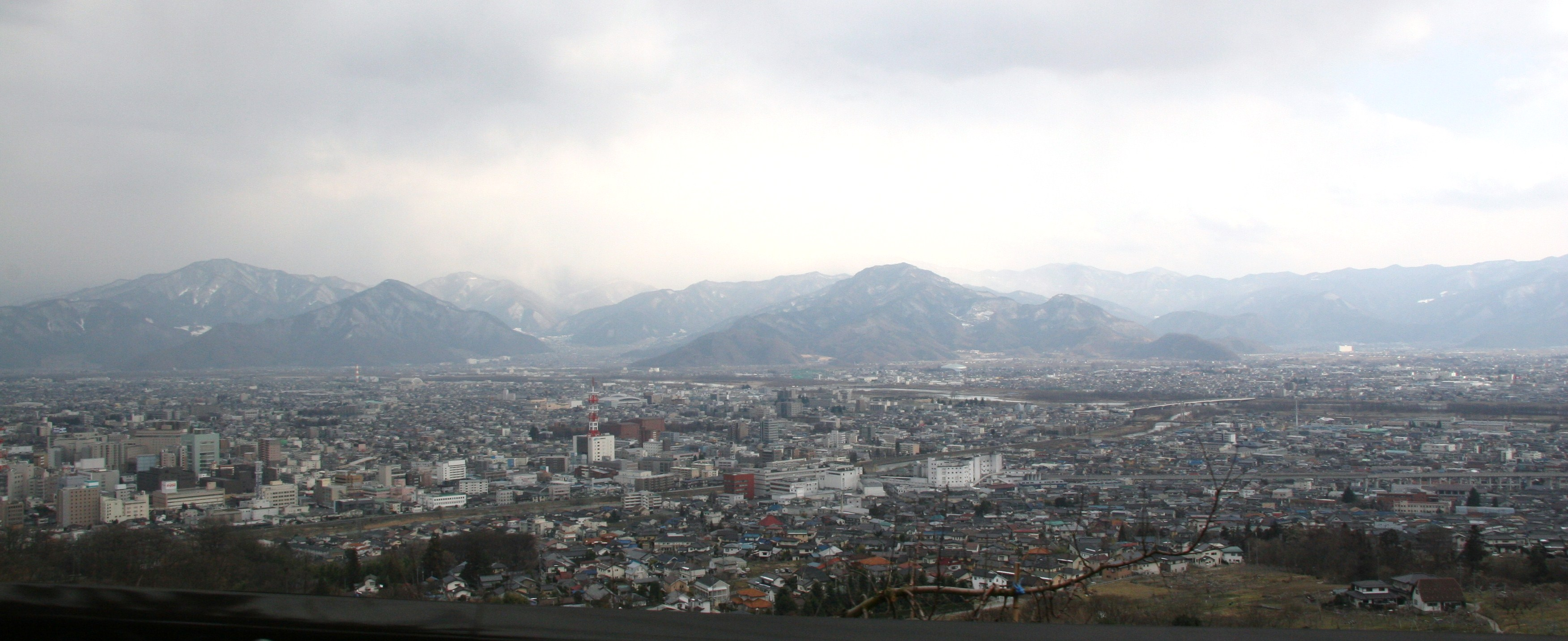
Panorámica de Nagano, Japón.

Tras haber organizado los Juegos Olímpicos de Tokio 1964 (verano) y Sapporo 1972 (invierno), el Comité Olímpico Japonés (JOC) presentó la candidatura de Nagano con vistas a la edición invernal de 1998. La prefectura de Nagano, situada en la parte central de la isla de Honshū, es una región montañosa que ya se había postulado para los Juegos de Invierno en 1940 y en 1968, siendo rechazada en ambos casos en favor de Sapporo.
Después de que el JOC anunciara su intención de presentar candidatura para los XVIII Juegos Olímpicos de Invierno, el gobierno prefectural y el sector privado local hicieron un frente común para defender una propuesta. El 1 de junio de 1988, Nagano se impuso en la votación del Comité con 34 votos sobre 45, frente a las opciones de Asahikawa, Morioka y Yamagata. El gobierno japonés no solo les respaldó, sino que vio una oportunidad para desarrollar la economía e infraestructuras de Nagano y sus alrededores.
La candidatura apostaba por la concentración de pruebas en un radio de 40 kilómetros y por el mayor presupuesto, así como por la experiencia japonesa para montar eventos deportivos. Sin embargo, la gran mayoría de las infraestructuras previstas estaban pendientes de construcción, por lo que enfrentaba tanto la oposición de los movimientos ecologistas como las críticas al sobrecoste organizativo.
La votación final tuvo lugar en la 97.ª sesión del COI, celebrada el 15 de junio de 1991 en Birmingham, con dos candidaturas favoritas: Nagano y Salt Lake City (Estados Unidos). También participaron las ciudades de Aosta (Italia), Jaca (España) y Östersund (Suecia), todas ellas con posibilidades muy limitadas. Si bien la delegación de Salt Lake City había ganado opciones conforme se aproximaba la sesión, pesó más entre los miembros del COI el hecho de que la estadounidense Atlanta organizaría los Juegos Olímpicos de 1996. Fue necesario llegar a la última ronda, en la que los japoneses vencieron a la capital de Utah por solo cuatro votos de diferencia.
| 97.ª Sesión del Comité Olímpico Internacional 15 de junio de 1991, Birmingham, Reino Unido |          |          |          |          |          |          |
| Ciudad                                                                                     | Votación | Votación | Votación | Votación | Votación | Votación |
| Nagano (JPN)                                                                               | 21       | -        | 30       | 36       | 46       |          |
| Salt Lake City (USA)                                                                       | 15       | (59)     | 27       | 29       | 42       |          |
| Östersund (SWE)                                                                            | 18       | -        | 25       | 23       | -        |          |
| Jaca (ESP)                                                                                 | 19       | -        | 5        | -        | -        |          |
| Aosta (ITA)                                                                                | 15       | (29)     | -        | -        | -        |          |

## Organización

### Comité Organizador
El Comité Organizador de Nagano 1998 (NAOC, por sus siglas en inglés) quedó constituido el 27 de noviembre de 1991, solo cinco meses después de la elección del COI, con un total de 35 miembros en el consejo ejecutivo; 14 comisiones específicas, y hasta 22 subcomisiones para una mayor especialización. Su máximo responsable fue Eishiro Saito, presidente de la Fundación de Inversiones Deportivas de Japón y exdirigente de Nippon Steel. La dirección general correría a cargo del viceministro del Interior, Tadashi Tsuda (1991-1993) y Makoto Kobayashi (1993-1998). Además se nombraron cuatro vicepresidentes: Hironoshin Furuhashi, presidente del Comité Olímpico Japonés; Yoshiaki Tsutsumi, presidente de la Federación Japonesa de Esquí; Goro Yoshimura, gobernador de la prefectura de Nagano, y Tasuku Tsukada, alcalde de Nagano.
El NAOC se había marcado tres principios básicos para la operativa: incentivar la participación de la infancia, respetar el medioambiente, y promover la paz mundial entre pueblos. El primer punto contemplaba numerosos programas nacionales para involucrar a la infancia con su entorno. Y dado que el impacto ambiental había sido uno de los aspectos más controvertidos, los organizadores centraron esfuerzos en la reutilización de sedes después de los Juegos, entre ellas el estadio olímpico. El plan básico contemplaba ocho apartados: «deportes», «cultura», «medios de comunicación», «logística», «villa olímpica», «sistema de telecomunicaciones», «estructura operativa y personal», y «relaciones públicas y diseño».
A petición de Japón, la Asamblea General de las Naciones Unidas aprobó en 1997 una resolución por el cumplimiento de la tregua olímpica durante el evento.

### Financiación

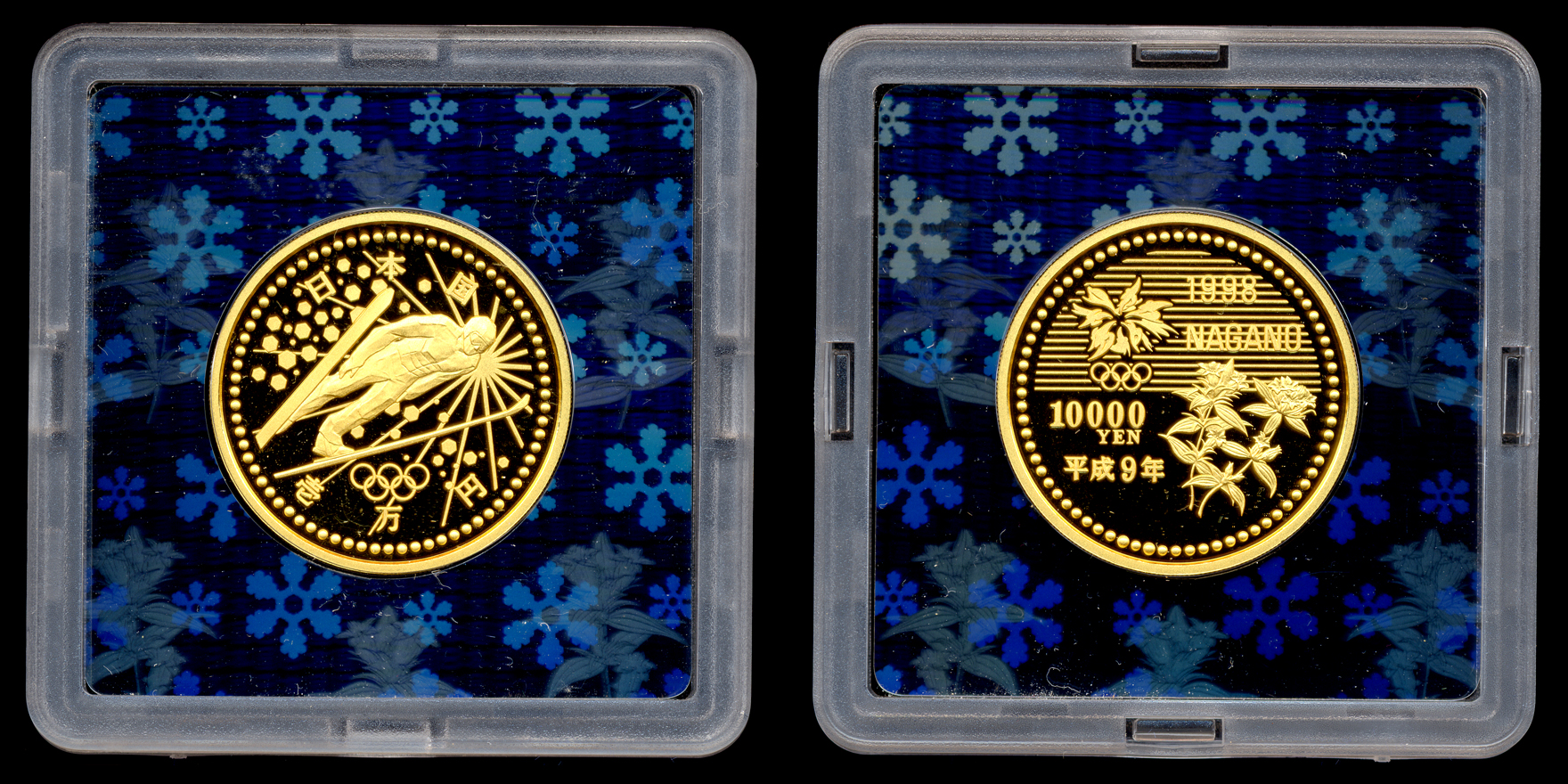
Moneda conmemorativa de los Juegos Olímpicos de Nagano 1998.

Los XVIII Juegos de Invierno fueron los más costosos hasta la fecha. Si bien no existe una cifra oficial porque el NAOC se negó a aportarla e incluso se destruyó documentación, se estima que el gasto total fue superior a los 12 500 millones de dólares. La mayor parte no tuvo que ver con las instalaciones deportivas, en las que se gastaron 914 millones de dólares, sino con el alojamiento y los nuevos medios de transporte como la línea de tren bala (shinkansen) entre Tokio y Nagano, contempladas en las cuentas. Otro factor desestabilizador fue el estallido de la burbuja financiera de Japón y la devaluación del yen, que obligó a los organizadores a replantear todo el presupuesto.
Los gastos fueron cubiertos con subvenciones estatales, venta de entradas, lotería, merchandising, patrocinios deportivos y venta de derechos de televisión. La inversión de Nagano 1998 no sería superada hasta la celebración de los JJ. OO. de Sochi 2014.

### Venta de entradas
El comité organizador puso a la venta 1 286 000 entradas para las distintas competencias y ceremonias. Al terminar los JJ. OO. se habían vendido 1 149 615 localidades, que representan el 89,4% del total. Si sumamos las invitaciones y entradas reservadas, hubo 1 275 529 espectadores en el acumulado de todas las pruebas. Los datos eran mejores que los registrados en Lillehammer 1994, y sin llegar a superar en número a Calgary 1988 sí representaban un porcentaje mayor. De hecho el beneficio total fue de 8500 millones de yenes, por encima de lo previsto. Parte del éxito se debe a la buena acogida del público japonés; se comercializaron abonos para varias pruebas, y los niños gozaban de un 50% de descuento.
Las pruebas con mejor acogida fueron el hockey sobre hielo, con 295 802 localidades que representan el 26% del total; el esquí alpino (166 092), el salto de esquí (96 000) y el patinaje de velocidad (93 000). Se agotaron todas las entradas disponibles en ocho de las catorce disciplinas, así como en las ceremonias de apertura y clausura. El único punto débil fue el esquí de fondo, que solo vendió el 56,6% de los 146 000 boletos disponibles.

### Transportes

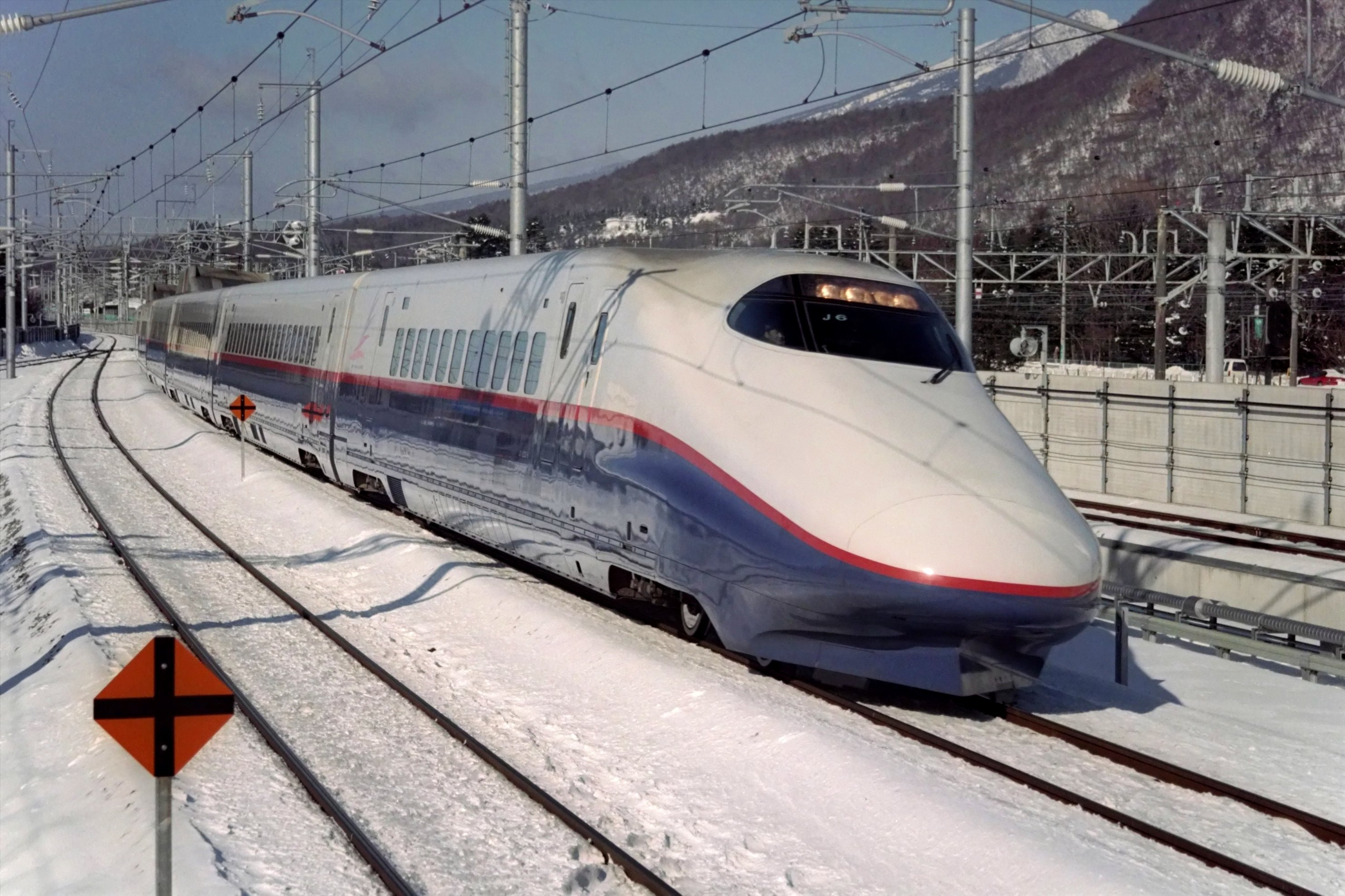
«Tren bala» de la Serie E2 que cubría la línea entre Tokio y Nagano (1998).

El mayor desafío de los organizadores era desarrollar una red de transporte eficiente en un entorno muy hostil, marcado por las montañas y las intensas nevadas en invierno. Una de las principales dificultades fue conectar la villa olímpica, a 7 km del centro de Nagano, con las sedes situadas en cinco emplazamientos distintos. La situación geográfica de la prefectura de Nagano limitaba la construcción de carreteras, por lo que era previsible que hubiese atascos, y además se hubo de trabajar con previsiones porque no se conocería el número exacto de atletas y público hasta los meses previos.
El Estado financió la construcción del tren de alta velocidad: la línea Shinkansen Nagano, inaugurada el 1 de octubre de 1997, conecta los 221 km que separan Nagano de Tokio en menos de dos horas gracias al «tren bala». Por otro lado, se levantaron dos nuevas autopistas y se mejoraron los 114 km de carreteras en el interior de la prefectura. Los aeropuertos que recibirían a las delegaciones eran Narita (Tokio), Kansai (Osaka) y Nagoya; casi todos los visitantes aterrizaron en la capital.
El plan de transporte abarcaba desde la apertura de la villa olímpica (24 de enero) hasta la ceremonia de clausura (25 de febrero). Aproximadamente el 64% de los participantes habían llegado en la primera semana de febrero, mientras que el 74% se habían marchado en los últimos tres días de los JJ. OO. El comité de organización había conseguido que las autoridades ampliasen los horarios y la flota de vehículos disponibles, muchos cedidos por las prefecturas vecinas. A pesar del esfuerzo de los espectadores por usar transporte público, los embotellamientos en la zona metropolitana fueron inevitables.
Los JJ. OO. de 1998 destacaron por el uso de sistemas inteligentes de transporte para indicar las restricciones de tráfico. Aproximadamente 1.520 vehículos fueron equipados con este modelo de navegación.

### Medios de comunicación
El Centro Internacional de Transmisión (IBC) estuvo situado en una antigua fábrica textil a 2 km del centro de Nagano, mientras que el Centro de Prensa se ubicó en un edificio cercano que estaba justo al lado del estadio de hockey sobre hielo (Big Hat). Un total de 8329 personas recibieron acreditaciones para cubrir los JJ. OO.
La responsable de producir la señal internacional de los JJ. OO. fue la Organización de Radio y Televisión Olímpica (ORTO'98), compuesta por la radiodifusora pública NHK y varias cadenas privadas japonesas. Los participantes se repartieron las pruebas con base en su aportación, e incluso hubo colaboraciones de medios extranjeros en deportes como el hockey sobre hielo o el curling. Más de 1600 empleados y 380 cámaras se encargaron de producir más de 10 000 horas de señal en directo y reportajes, por lo que hubo un aumento de la cobertura televisiva del 55% respecto a Lillehammer 1994. Los JJ. OO. pudieron verse en 160 países, cuarenta más que en la edición anterior. Por primera vez se había utilizado fibra óptica para la transmisión de imágenes.
El coste de los derechos de emisión fue de 513 millones de dólares, más del doble de lo obtenido en 1994. A nivel internacional se vendieron a CBS para Estados Unidos, CBC en Canadá y la Unión Europea de Radiodifusión (UER) en Europa.

## Sedes e instalaciones

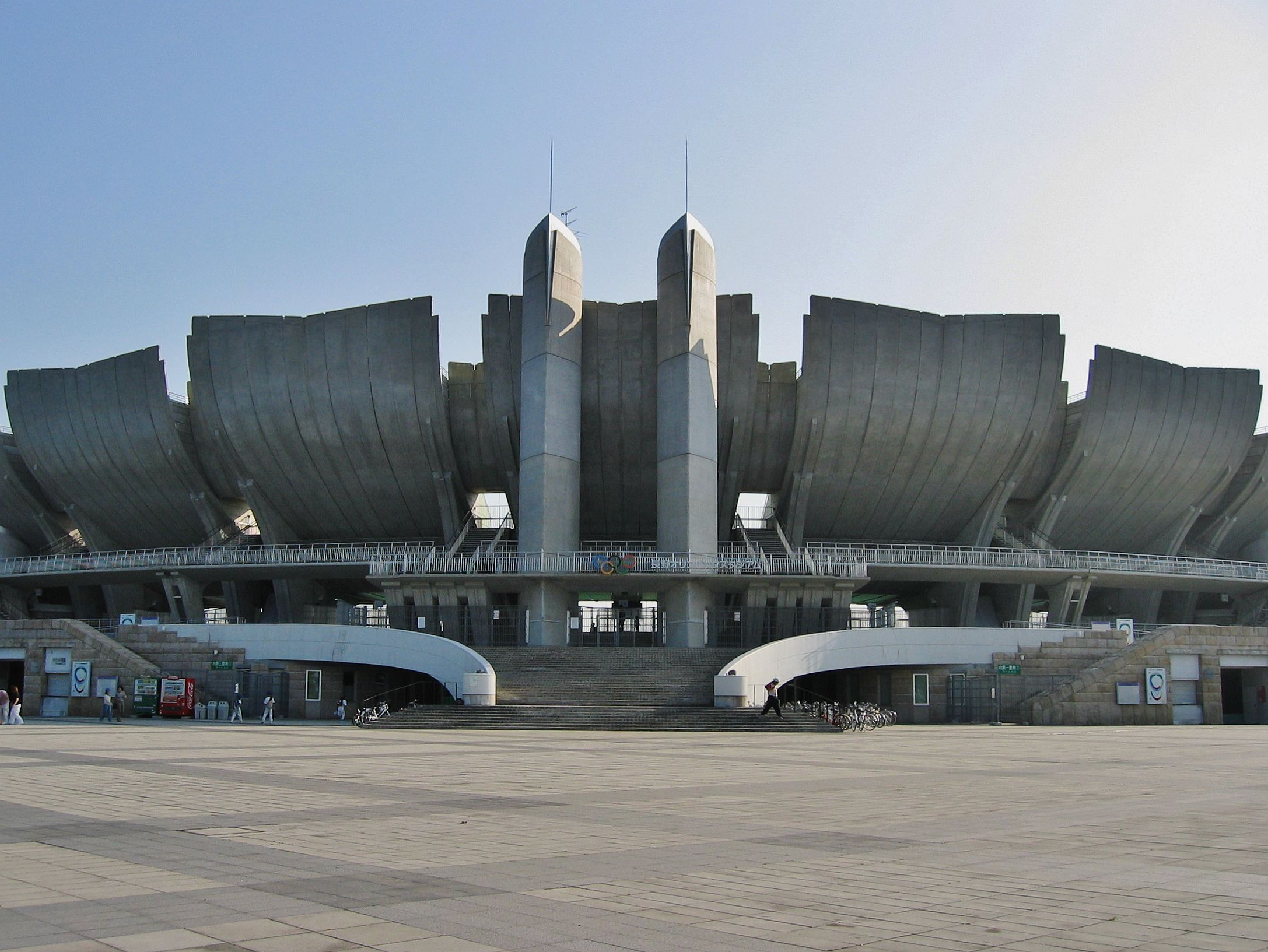
Fachada del Estadio Olímpico de Nagano.

### Instalaciones deportivas
Se utilizaron 15 instalaciones para los XVIII Juegos Olímpicos de Invierno, todas ellas en la prefectura de Nagano. Las pruebas en pabellones se celebrarían en Nagano, mientras que las de montaña tendrían lugar en las estaciones de ciudades cercanas: Iizuna (20 km al norte), Yamanouchi (30 km al noreste), Hakuba (50 km al oeste) y Nozawaonsen (50 km al norte).
Las cinco sedes de Nagano fueron construidas expresamente para el evento y con vistas a ser reutilizadas. El Estadio Olímpico de Nagano, diseñado para albergar las ceremonias de apertura y clausura, es el estadio local de béisbol desde el 2000. Lo mismo ha ocurrido con el Aqua Wing Arena, que ha pasado de albergar hockey sobre hielo a ser una piscina olímpica, y con el White Ring, hoy convertido en un gimnasio. Las pistas de hielo de Big Hat y M-Wave sí mantendrían su uso original. El curling se celebró en Karuizawa, a 80 km de la capital de prefectura.
En cuanto a las sedes de montaña, el comité organizador hizo varios cambios para ajustarse a las demandas tanto de las federaciones deportivas como de la Agencia Medioambiental de Japón. La prueba de biatlón, para la que se había previsto una pista en Hakuba, tuvo que ser trasladada a Nozawaonsen, en cumplimiento del protocolo CITES sobre especies protegidas. Y en 1996 el NAOC mantuvo un enfrentamiento con la Federación Internacional de Esquí sobre el tamaño de la pista de descenso masculino en Happoone, que finalmente fue ampliada a petición de los esquiadores. De igual modo, no se pudieron construir instalaciones permanentes en los montes Higashidate y Yakebitai por su condición de parques nacionales.
La pista de bobsleigh y luge de Iizuna fue la primera de Asia con homologación para albergar competencias internacionales de ambos deportes.

#### Sedes de montaña

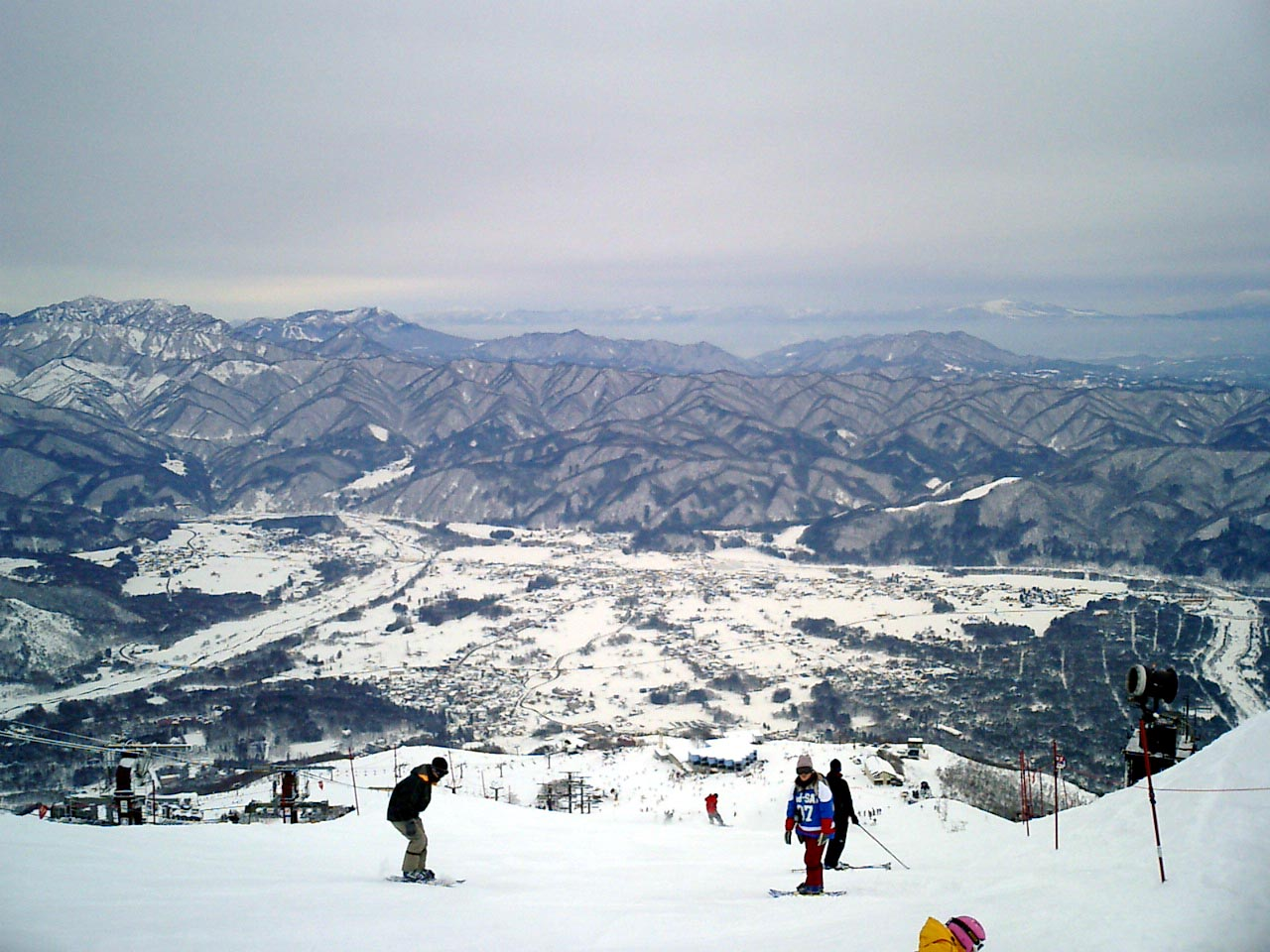
Estación de esquí de Happoone.

##### Hakuba
- Estación de Happoone – esquí alpino (descenso, súper gigante, combinada).
- Estadio de saltos de esquí de Hakuba – saltos de esquí, combinada nórdica (saltos).
- Snow Harp – esquí de fondo, combinada nórdica (fondo)

##### Iizuna
- Estación de Iizuna Kogen – esquí acrobático.
- Spiral – bobsleigh, luge.

##### Nozawaonsen
- Estación de Nozawa Onsen – biatlón.

##### Yamanouchi
- Monte Higashidate – esquí alpino (eslalon gigante).
- Monte Yakebitai – esquí alpino (eslalon), snowboard (eslalon gigante).
- Kanbayashi – snowboard (medio tubo).

#### Sedes en ciudad

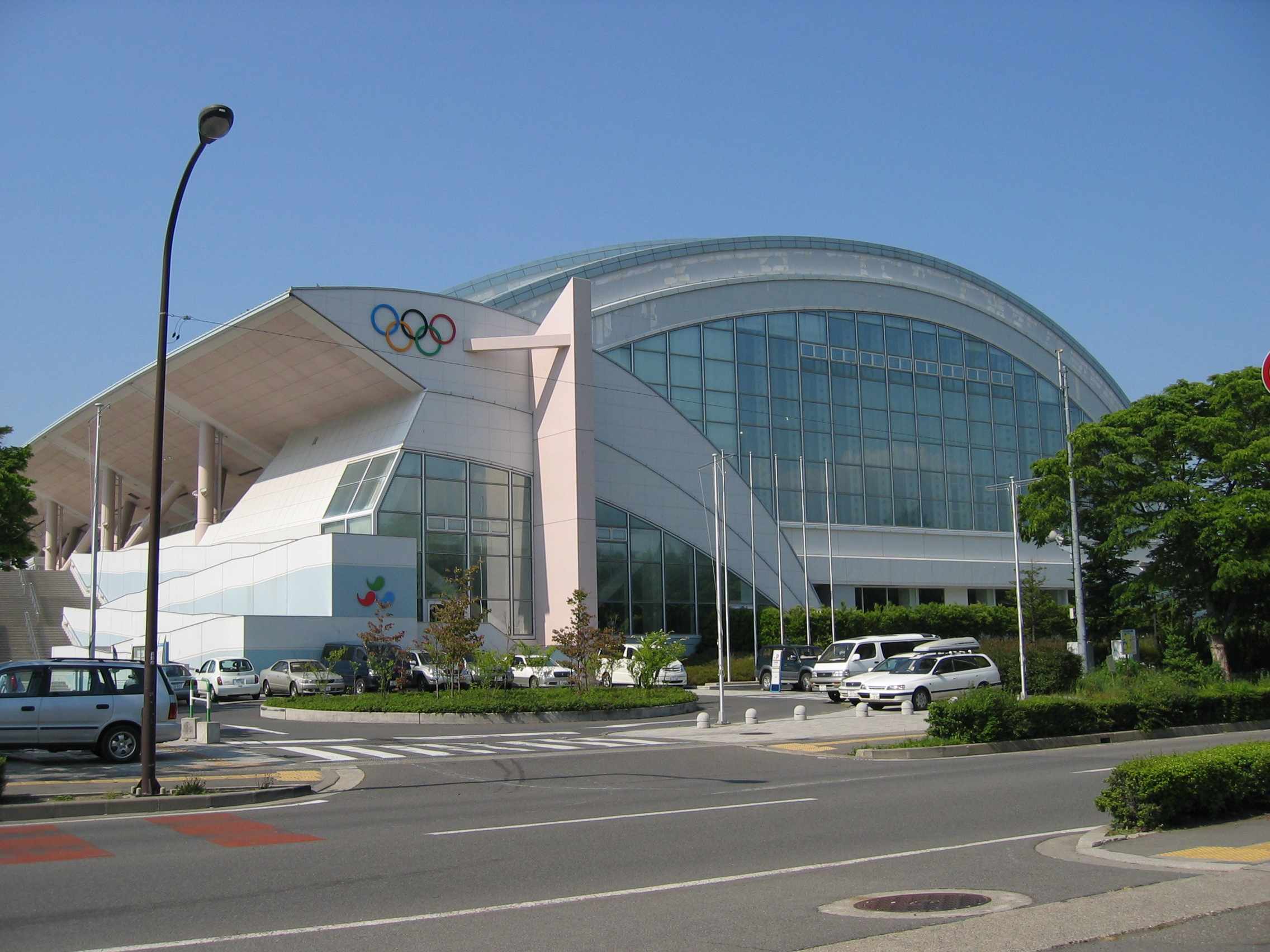
Exterior del Aqua Wing Arena.

##### Nagano
- Estadio Olímpico de Nagano – ceremonias de apertura y clausura.
- Big Hat – hockey sobre hielo.
- Aqua Wing Arena – hockey sobre hielo (solo preliminares)
- M-Wave – patinaje de velocidad
- White Ring – patinaje artístico, patinaje de velocidad en pista corta

##### Karuizawa
- Arena de Kazakoshi – curling.

### Villa Olímpica
La villa olímpica fue inaugurada el 24 de enero de 1998 y estuvo ubicada en el distrito de Imai, a 7 km del centro de Nagano. Se trataba de un complejo residencial, formado por 1032 apartamentos en 22 edificios, que a lo largo del evento acogería a más de 3200 atletas, entrenadores y árbitros. Además se habilitaron dos villas adicionales en Hakuba y en Karuizawa. Al término de los JJ. OO. todos los pisos salieron al mercado inmobiliario.

## Símbolos

### Imagen corporativa

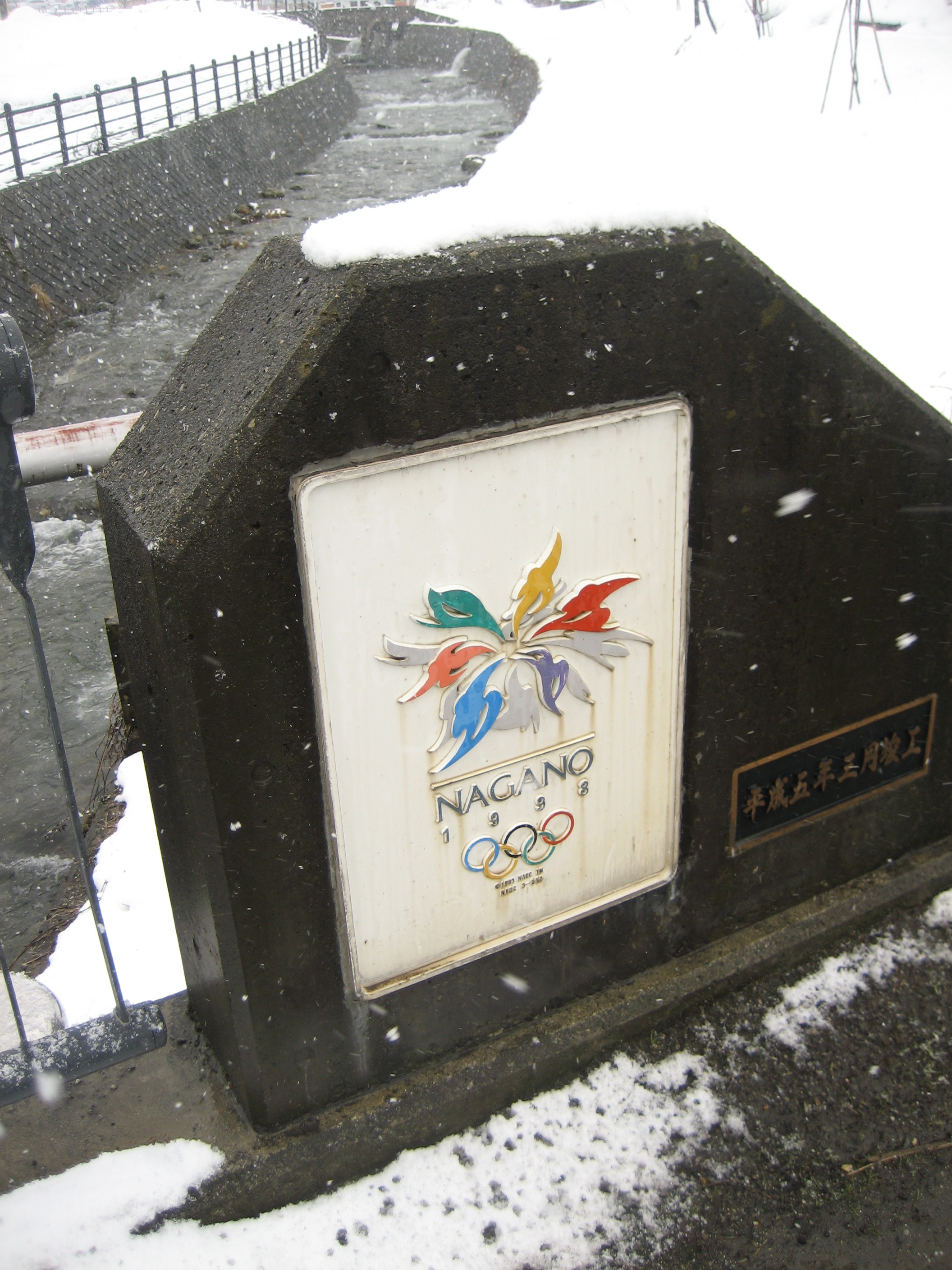
Logotipo de Nagano 1998 en un puente de la ciudad.

El emblema de los Juegos Olímpicos de Nagano 1998 consiste en una flor de las nieves que simboliza el entorno natural de Nagano. Cada pétalo está formado por los colores y sombras de seis pictogramas de deportes de invierno, todos ellos con formas enérgicas. En la parte inferior figuran el nombre de la ciudad, el año del evento y los anillos olímpicos.
El comité organizador trabajó estrechamente con el COI para implementar la imagen corporativa a cargo del estudio Landor Associates, responsables de la imagen de Atlanta 1996. Además se diseñaron varios carteles artísticos: el principal corrió a cargo de Masuteru Aoba y refleja a un zorzal posado en unos bastones de esquí. Toda la temática se centraba en el respeto al medio ambiente y en la armonía con la naturaleza.
La de 1998 fue también la primera edición de los Juegos Olímpicos de Invierno en contar con un sitio web. El comité organizador colaboró con IBM para diseñar un portal de información en japonés, inglés y francés.

### Mascotas
Las mascotas oficiales de Nagano 1998 fueron cuatro búhos de diseño abstracto, conocidos como Snowlets: Sukki, Nokki, Lekki y Tsukki. Cada animal simboliza los elementos de la antigüedad: fuego, aire, tierra y agua. A su vez, el búho representa la «sabiduría del bosque» en la mitología griega y es también un animal característico de los bosques de la prefectura de Nagano, por lo que fue elegido para reflejar el vínculo entre naturaleza e invierno. La agencia responsable del diseño es Landor Associates y el nombre salió por votación popular entre los escolares japoneses.

### Medallas
Las medallas estaban trabajadas con laqueado japonés y por primera vez incluían colores distintos al del metal. En el anverso figura un sol naciente en laqueado maki-e y la inscripción «The XVIII Olympic Winter Games», rodeado por laureles y con el logotipo de Nagano en esmalte alveolado. En el reverso, el mismo emblema está representado en maki-e sobre un fondo del monte Shinshu. Todos los laqueados corrieron a cargo de artistas de la región de Kiso, al suroeste de Nagano.

## Antorcha olímpica

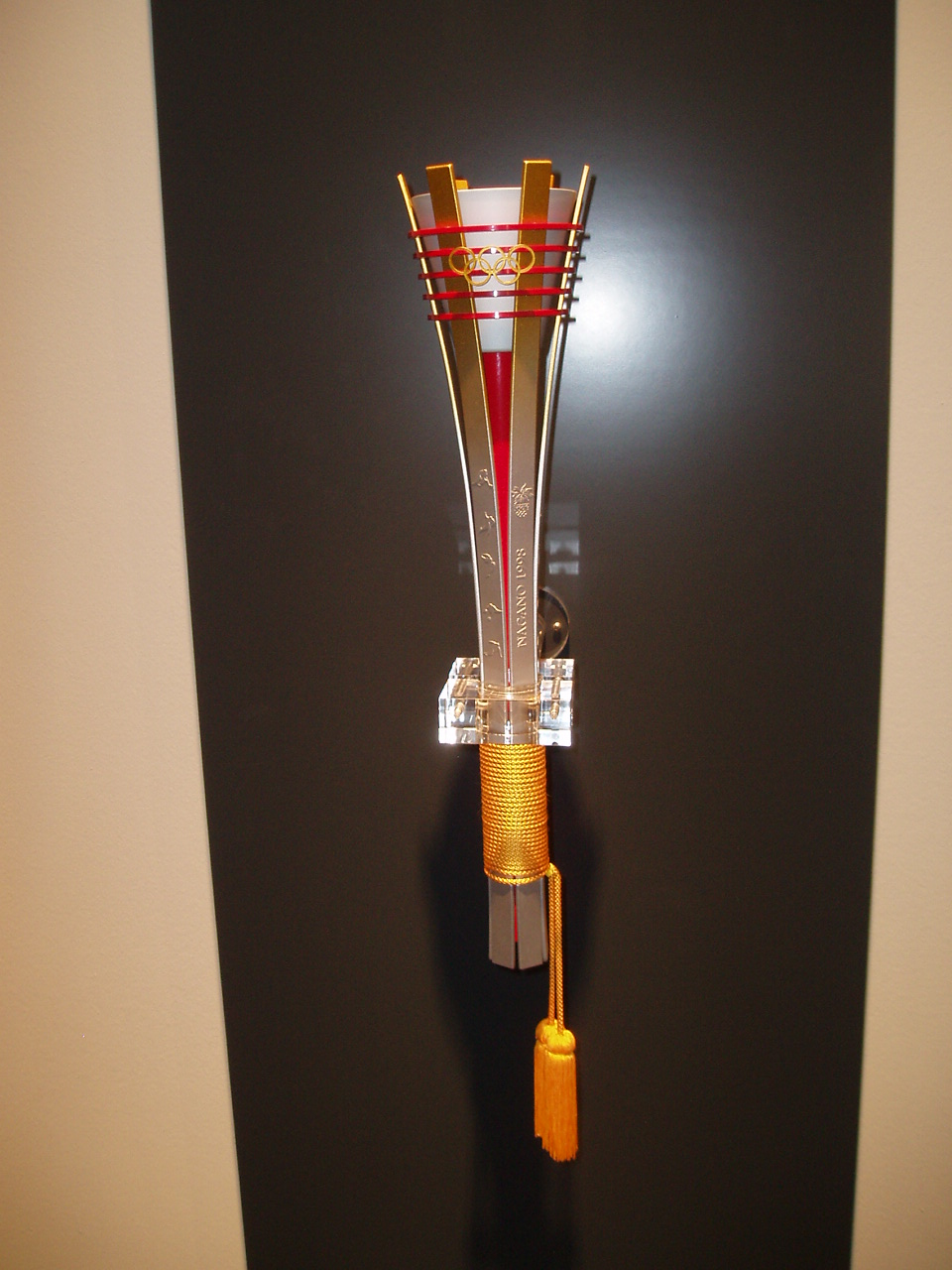
Antorcha olímpica oficial de Nagano 1998.

De acuerdo con la tradición, la llama olímpica fue encendida con los rayos del sol en una ceremonia organizada en el Templo de Hera (Grecia) el 19 de diciembre de 1997. Los organizadores la recogieron tres días después para llevársela en avión hasta Tokio, con una recepción oficial del primer ministro Ryūtarō Hashimoto, y después la expusieron al público en el distrito de Ginza y en el parque Yoyogi.
Para que la llama olímpica pudiese recorrer todos los rincones de Japón en poco tiempo, el 4 de enero se encendieron tres antorchas que recorrerían tres rutas distintas:
- Ruta 1: Sapporo, Hakodate, Aomori, Fukushima, Tokio, Nagano.
- Ruta 2: Kagoshima, Oita, Tokushima, Osaka, Nagano.
- Ruta 3: Okinawa, Nagasaki, Yamaguchi, Hiroshima, Tottori, Fukui, Niigata, Nagano.

Los tres relevos comenzaron el 6 de enero desde sus respectivas ciudades; el 23 de enero llegaron a la prefectura de Nagano para pasar por todos sus 120 municipios, y el 5 de febrero convergieron en una sola antorcha en Nagano, donde tuvo lugar el tramo final. La última relevista y encargada de encender el pebetero fue la patinadora artística Midori Itō, medalla de plata en Albertville 1992.
Los relevos de la llama olímpica en Japón, patrocinados por Coca-Cola, duraron 33 días con un recorrido total de 1162 km en 162 etapas. En total participaron 6901 relevistas, repartidos en equipos de seis personas: un corredor, un acompañante y cuatro personas de apoyo. El diseño de la antorcha, de 55 centímetros y forma hexagonal, estaba inspirado en las teas tradicionales japonesas (taimatsu).

## Deportes
El evento deportivo abarcó 68 pruebas —siete pruebas más que en la pasada edición— en 14 deportes. Se añadieron dos nuevos deportes al programa olímpico, el curling y el snowboard, así como el torneo femenino de hockey sobre hielo.
| - Biatlón (6) - Bobsleigh (2) - Combinada nórdica (2) - Curling (2) - Esquí acrobático (4) - Esquí alpino (10) - Esquí de fondo (10) |  | - Hockey sobre hielo (2) - Luge (3) - Patinaje artístico (4) - Patinaje de velocidad (10) - Patinaje de velocidad en pista corta (6) - Saltos de esquí (3) - Snowboard (4) |

### Calendario
| A | Apertura |  | Clasificatorias | # | Eventos finales | GE | Gala de exhibición | C | Clausura |

### Aplazamientos
El Comité Organizador tuvo que posponer nueve pruebas debido a las condiciones climatológicas, siete en esquí alpino. Durante la primera semana se produjeron intensas nevadas, rachas de viento y niebla en varias estaciones, especialmente en Hakuba, que retrasaron varios días el calendario previsto para el esquí. Esto afectó no solo a los deportistas sino también al público desplazado, de modo que el NAOC tuvo que modificar su política de devolución de entradas. A pesar de todas esas dificultades, las pruebas pudieron celebrarse dentro de las fechas previstas gracias a la colaboración de la Agencia Meteorológica de Japón y a los voluntarios de la Agencia de Defensa.

## Participantes
En esta edición de los Juegos Olímpicos de Invierno se inscribieron 2176 participantes —1389 hombres y 787 mujeres—. Esta cifra representa cinco países y 439 atletas más que en Lillehammer 1994, un nuevo récord de participación en los Juegos de Invierno. Cinco comités tomaron parte de la edición invernal por primera vez: Azerbaiyán, Kenia, República de Macedonia, Uruguay y Venezuela. Además se produjeron las reapariciones de Irán luego de veinte años de ausencia y de Corea del Norte, India, Irlanda y Serbia. En cambio, cinco naciones que habían participado en la edición previa se quedaron fuera aquí: Fiyi, México, San Marino, Samoa Americana y Senegal.
| Lista de naciones participantes | Lista de naciones participantes | Lista de naciones participantes |
| --- | --- | --- |
| - Alemania (GER) (125) - Andorra (AND) (3) - Argentina (ARG) (2) - Armenia (ARM) (7) - Australia (AUS) (23) - Austria (AUT) (96) - Azerbaiyán (AZE) (4) - Bélgica (BEL) (1) - Bermudas (BER) (1) - Bielorrusia (BLR) (59) - Bosnia y Herzegovina (BIH) (8) - Brasil (BRA) (1) - Bulgaria (BUL) (19) - Canadá (CAN) (144) - Chile (CHI) (3) - China (CHN) (57) - China Taipéi (TPE) (7) - Chipre (CYP) (1) - Corea del Norte (PRK) (8) - Corea del Sur (KOR) (37) - Croacia (CRO) (6) - Dinamarca (DEN) (12) - Eslovaquia (SVK) (37) - Eslovenia (SLO) (34) | - España (ESP) (12) - Estados Unidos (USA) (186) - Estonia (EST) (20) - Finlandia (FIN) (85) - Francia (FRA) (106) - Georgia (GEO) (4) - Grecia (GRE) (13) - Hungría (HUN) (17) - India (IND) (1) - Irán (IRI) (1) - Irlanda (IRL) (6) - Islandia (ISL) (7) - Islas Vírgenes de los Estados Unidos (ISV) (7) - Israel (ISR) (3) - Italia (ITA) (113) - Jamaica (JAM) (6) - Japón (JPN) (156) - Kazajistán (KAZ)(60) - Kenia (KEN) (1) - Kirguistán (KGZ) (1) - Letonia (LAT) (29) - Liechtenstein (LIE) (8) - Lituania (LTU) (7) - Luxemburgo (LUX) (1) | - Moldavia (MDA) (2) - Mónaco (MON) (4) - Mongolia (MGL) (3) - Noruega (NOR) (76) - Nueva Zelanda (NZL) (8) - Países Bajos (NED) (22) - Polonia (POL)(39) - Portugal (POR) (2) - Puerto Rico (PUR) (6) - Reino Unido (GBR) (34) - República Checa (CZE) (61) - República de Macedonia (MKD) (3) - Rumania (ROU) (16) - Rusia (RUS) (177) - Serbia (SRB) (2) - Sudáfrica (RSA) (2) - Suecia (SWE) (99) - Suiza (SUI) (69) - Trinidad y Tobago (TRI) (2) - Turquía (TUR) (1) - Ucrania (UKR) (56) - Uruguay (URU) (1) - Venezuela (VEN) (1) - Uzbekistán (UZB) (4) - Yugoslavia (YUG) (2) |

## Desarrollo

### Ceremonia de apertura
La inauguración tuvo lugar el 6 de febrero de 1998 en el Estadio Olímpico de Nagano ante más de 50 000 personas. A las 11:00 horas (UTC+9), los monjes de Zenko-ji hicieron sonar la campana del templo budista para marcar el comienzo de una gala centrada en la cultura japonesa. Hubo demostraciones del Onbashira («festival de los pilares honrados»); una actuación de luchadores de sumó liderados por Akebono Tarō, y un número musical infantil acompañado por la voz de Ryoko Moriyama. Los atletas desfilaron con melodías folclóricas japonesas de fondo: empezó Grecia de acuerdo con la tradición y luego salieron el resto de países por orden del silabario katakana: desde Andorra hasta Yugoslavia. Los anfitriones de Japón cerraron la marcha al ritmo del Shinano no Kuni («provincia de Shinano»), una canción tradicional asociada a Nagano.
Después de los discursos protocolarios del presidente del NAOC y del presidente del COI, en los que se incidió en el respeto a la tregua olímpica, el emperador Akihito declaró inaugurados «los XVIII Juegos Olímpicos de Invierno de Nagano 1998». Con la entrada de la bandera olímpica se entonó el himno olímpico y el himno nacional de Japón ("Kimigayo") y posteriormente llegó el último relevo de la antorcha; el pebetero fue encendido por la patinadora artística Midori Ito. Y después del juramento, a cargo de Kenji Ogiwara por los atletas y Junko Hiramatsu por los árbitros, se liberaron 1998 globos con forma de palomas de la paz. La ceremonia concluyó con una interpretación de la sinfonía no. 9 de Beethoven dirigida por Seiji Ozawa, en la que intervinieron de forma simultánea coros y orquestas de los cinco continentes.

### Biatlón

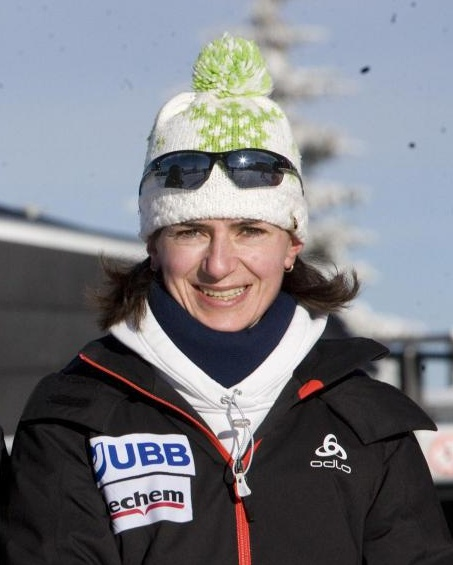
Ekaterina Dafovska obtuvo el primer oro de Bulgaria en unos Juegos de Invierno.

Las seis competencias de biatlón se celebraron en la estación de esquí de Nozawa Onsen, al norte de la prefectura de Nagano. En total participaron 183 atletas —96 hombres y 87 mujeres— de 32 países. Noruega y Alemania dominaron el medallero con cinco metales cada uno.
El evento quedó abierto con las pruebas femeninas. En categoría individual de 15 km la búlgara Ekaterina Dafovska obtuvo el primer oro invernal en la historia de su país, seguida en el podio por la ucraniana Olena Petrova y la alemana Uschi Disl (Alemania), triple medallista en esta cita. La siguiente final fue la de velocidad en 7,5 km, con triunfo de la rusa Galina Kúkleva. Las esquiadoras germanas pudieron desquitarse con el oro en la final de relevos gracias a una actuación destacada de Katrin Apel, plata en velocidad y la atleta con mejor tiempo de su equipo.
Las finales masculinas estuvieron dominadas por los esquiadores de Noruega. En individual de 20 km, Halvard Hanevold ganó el oro con amplia distancia sobre el italiano Pieralberto Carrara, quien pese a todo no falló un solo objetivo. La prueba de velocidad en 10 km, marcada por un aplazamiento por niebla, vio también la victoria del campeón mundial Ole Einar Bjørndalen sobre su compatriota Frode Andresen. La última prueba fueron los relevos, en los que Alemania revalidó el oro por tercera edición consecutiva sobre Noruega y Rusia.

### Bobsleigh
Desde la pista Spiral de Iizuna, al norte de la capital, se celebraron dos pruebas de bobsleigh en categoría masculina con la inscripción de 156 atletas de 28 países, todos ellos hombres. Todo estuvo marcado por la máxima igualdad entre los participantes, pues hubo dos preseas compartidas y tan solo Alemania resultó capaz de sacar algo de ambas competencias.
En el bobsleigh doble se dio una situación inédita: los equipos de Italia y Canadá compartieron el oro al marcar el mismo tiempo (3:37.24), imponiéndose a la pareja alemana que venía de haberse adjudicado el campeonato mundial. Los teutones sí subieron a lo más alto del podio en el evento cuádruple, con un ajustado triunfo sobre Suiza. El bronce fue para Reino Unido y Francia, también compartido.

### Combinado nórdico

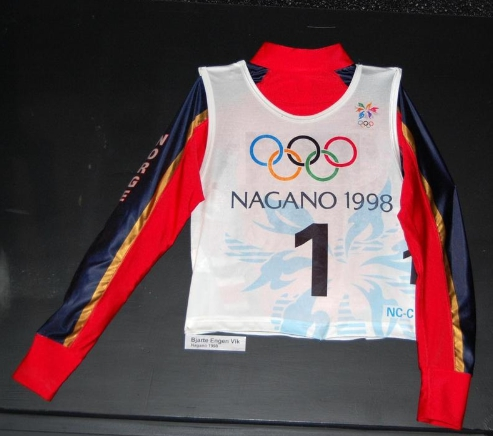
Dorsal de Bjarte Engen Vik en la combinada nórdica de 1998.

Para el combinado nórdico, los saltos de esquí tuvieron lugar en Hakuba y el esquí de fondo en Snow Harp. Noruega se convirtió en el primer país que ganaba tanto el individual como la prueba por equipos. Compitieron un total de 53 deportistas, todos ellos hombres
La competición individual se disputó del 13 al 14 de febrero, con la concurrencia de 48 atletas. El noruego Bjarte Engen Vik, líder de la clasificación en el Mundial de Esquí Nórdico, cumplió lo esperado y se colgó la medalla de oro gracias al liderazgo en sendas pruebas. Aunque el ruso Valeri Stoliarov quedó segundo en salto de esquí, terminaría relegado al bronce tras ser superado en el ranking final por el finlandés Samppa Lajunen, por tan solo siete décimas de segundo.
La prueba por equipos tuvo lugar entre el 19 y el 20 de febrero con once selecciones. El equipo de Finlandia se puso en cabeza en el salto, con una ventaja mínima sobre austríacos y noruegos. Sin embargo, los escandinavos remontaron en esquí de fondo prácticamente desde el inicio; Finlandia terminó en segunda posición y Francia obtuvo el bronce. Se había vaticinado un buen papel de Japón dadas las victorias olímpicas de 1992 y 1994 en el mismo evento, pero esta vez quedaron fuera del podio al finalizar quintos.

### Curling
El curling regresaba al programa olímpico luego de 74 años de ausencia, y sin que su debut en los Juegos Olímpicos de Chamonix 1924 hubiese sido reconocido hasta 2006. Tanto el masculino como el femenino se celebraron en la ciudad vecina de Karuizawa, con la participación de 80 lanzadores de nueve países.
Cada torneo constaba de ocho selecciones y dos fases: una liguilla de todos contra todos, y una ronda eliminatoria por las medallas. En la final masculina, Suiza venció a Canadá por 3:9 mientras que Noruega obtuvo el bronce. Y en categoría femenina, las canadienses lideradas por su estrella Sandra Schmirler se impusieron a Dinamarca tras una reñida final (5:7), en tanto que el tercer puesto recayó en Suecia.

### Esquí acrobático
Un total de 110 esquiadores —58 hombres y 52 mujeres— de 25 países se presentaron a cuatro eventos celebrados en la estación de Iizuna Kogen. Estados Unidos no tuvo rival y se llevó tres de las cuatro medallas doradas en juego.
La mayor alegría para el público local fue la victoria en la prueba femenina de baches de la japonesa Tae Satoya, natural de Nagano, gracias a su remontada en la final sobre Tatjana Mittermayer y la favorita Kari Traa. En cuanto a los saltos, estuvieron marcados por un temporal adverso y la estadounidense Nikki Stone tuvo que hacer un triple salto invertido para alzarse triunfadora. En categoría masculina, triunfos de sus compatriotas Jonny Moseley (baches) y Eric Bergoust (saltos).

### Esquí alpino

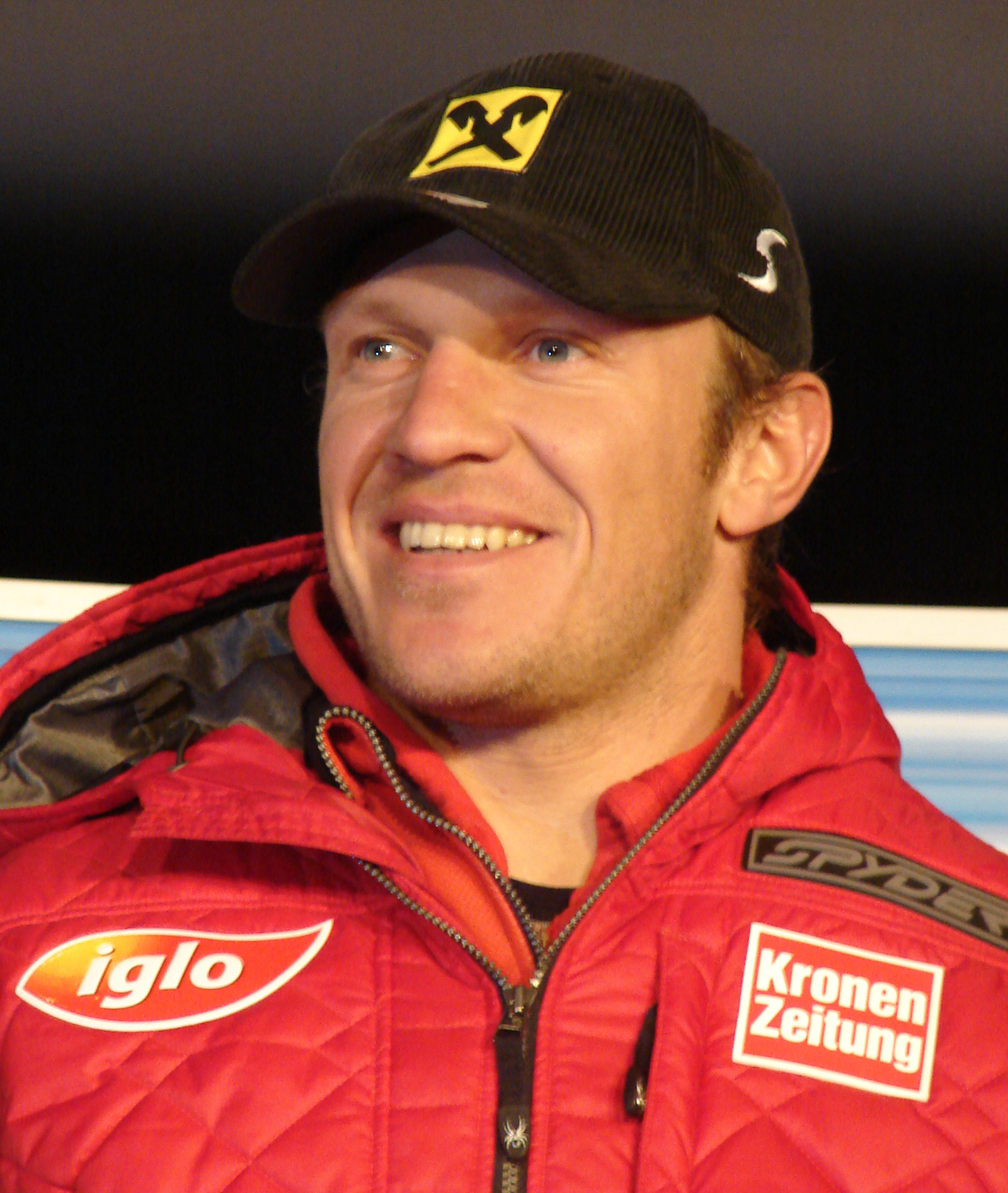
Hermann Maier se sobrepuso a una aparatosa caída para ganar dos oros.

El calendario del esquí alpino se mantuvo en diez pruebas, con un total de 249 esquiadores inscritos —141 hombres y 108 mujeres— de 49 países. Las competencias de velocidad (descenso y súper gigante) y la combinada se disputaron en Happo-one, mientras que las pruebas técnicas (eslalon y eslalon gigante) fueron en Shiga Kogen. Varias pruebas tuvieron que ser pospuestas por las condiciones meteorológicas. El medallero estuvo dominado por Austria y hubo dos bicampeones: el austríaco Hermann Maier y la alemana Katja Seizinger.
La prueba de descenso masculino, prevista para el 8 de febrero, tuvo que ser pospuesta tres veces por mal tiempo hasta el 13 de febrero. El oro fue para Jean-Luc Crétier, primer esquiador francés en lograrlo desde Grenoble 1968. Los retrasos también afectaron a la prueba combinada porque su eslalon tuvo lugar antes que el descenso: el austríaco Mario Reiter obtuvo los mejores tiempos en la primera prueba e hizo inútiles los esfuerzos del noruego Lasse Kjus (plata) y de Christian Mayer (bronce) en la segunda. Al coincidir ambas disciplinas ese día, Kjus fue el primer atleta olímpico que ha ganado dos medallas de esquí —ambas de plata— en una misma jornada. Tres días después Hermann Maier, quien había sufrido un durísimo accidente en descenso, pudo recuperarse a tiempo para ganar tanto el súper-G (16 de febrero) como el eslalon gigante (19 de febrero). En último lugar el eslalon, pospuesto también por culpa de un terremoto, deparó el triunfo del noruego Hans Petter Buraas sobre su compatriota Ole Kristian Furuseth y el austríaco Thomas Sykora.
Los JJ. OO. de Nagano supusieron también la despedida del italiano Alberto Tomba, quien se retiraría meses después de caer eliminado en las dos modalidades en las que figuraba.
La apertura femenina fue la final de súper-G el 11 de febrero, en el que la estadounidense Picabo Street se impuso a las austríacas Dorfmeister y Meissnitzer tras haberse recuperado de una grave lesión. Aunque las favoritas del equipo alemán quedaron fuera de ese podio por una mala elección de materiales, no fallaron en el resto de pruebas; la campeona mundial Katja Seizinger se colgó dos preseas doradas en descenso y combinado, así como el bronce en el eslalon gigante, y Hilde Gerg resultó vencedora en el normal. La italiana Deborah Compagnoni revalidó el título de Lillehammer 1994 en la última prueba del eslalon gigante, convirtiéndose en la primera esquiadora que ganaba tres oros en tres JJ. OO. distintos.

### Esquí de fondo
Las diez pruebas de esquí de fondo, celebradas en la estación de Nozawa Onsen, contaron con 228 esquiadores —126 hombres y 102 mujeres— de 37 países. Dos nombres brillaron con luz propia: el noruego Bjørn Dæhlie sumó cuatro preseas (tres doradas) para retirarse de los Juegos con el récord de doce medallas, mientras que la rusa Larisa Lazutina subió al podio de las cinco pruebas femeninas: tres oros, una plata y un bronce.
La categoría masculina dio comienzo el 9 de febrero con la victoria en 30 km individual del finlandés Mika Myllylä, triple medallista en Lillehammer 1994 y que no había ganado hasta esa fecha. En aquella prueba Bjørn Dæhlie había caído a la vigésima posición por distintos factores, pero no concedió un solo error en las siguientes: se impuso en 10 km individual y 50 km libre, y ayudó en la remontada de Noruega en el relevo de 4x10. Tan solo en los 15 km persecución, Dæhlie acabó por detrás de su compañero de equipo Thomas Alsgaard. Muchas de las pruebas se vieron afectadas por el mal tiempo.
Todas las competencias femeninas estuvieron dominadas por Rusia en general y por Larisa Lazutina en particular. La esquiadora solo se vio superada por dos compatriotas en sendas pruebas: en la primera de 15 km clásico por Olga Danilova —ganadora de la primera medalla de Nagano 1998—, y en los 30 km salida en grupo por la joven Julia Chepalova. Sin embargo, Larisa venció con solvencia en 5 km clásico, a cinco segundos de distancia de la checa Kateřina Neumannová, y en 10 km persecución tras superar a Danilova. En relevo de 4x5 km se repitió el podio de la pasada edición: triunfo para Rusia, plata para Noruega y bronce para Italia gracias a la remontada impulsada por Stefania Belmondo.

### Hockey sobre hielo

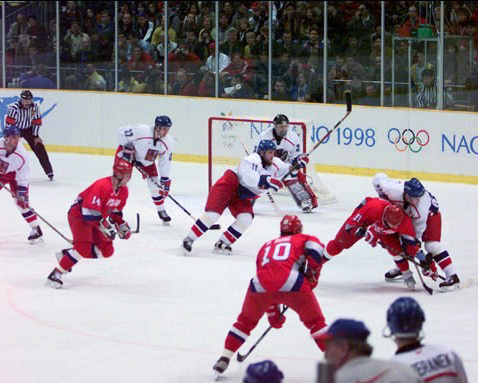
Final de hockey sobre hielo masculino entre la República Checa y Rusia.

El hockey sobre hielo olímpico estuvo marcado por dos hitos: la inclusión de la categoría femenina en el programa y un acuerdo con la National Hockey League (NHL), la liga profesional norteamericana, para que les cediesen sus mejores jugadores. Las sedes de este deporte fueron el pabellón Big Hat y el Aqua Wing Arena.
El torneo masculino, formado por catorce selecciones, implementó un nuevo formato de competición. Los ocho países más débiles disputaban una fase previa, y los dos mejores clasificados —Bielorrusia y Kazajistán— pasaban a una segunda ronda en los que ya estaban los seis cabezas de serie: Canadá, Estados Unidos, Finlandia, República Checa, Rusia y Suecia. El resultado de dicha fase determinaba las posiciones para la eliminación directa por las medallas. Contra todo pronóstico, la selección de República Checa —con figuras como Dominik Hašek y Jaromír Jágr— eliminó a las grandes favoritas (EE. UU. y Canadá) para hacerse con la medalla de oro, gracias a una ajustada victoria por 0:1 sobre Rusia. En el partido por el bronce, la Finlandia de Teemu Selänne se impuso a la selección canadiense capitaneada por Wayne Gretzky.
Un total de seis selecciones compitieron en la modalidad femenina. Estados Unidos superó a Canadá (3:1) en la gran final, mientras que Finlandia derrotó a China (4:1) por el bronce.

### Luge
La pista Spiral de Iizuma albergó tres pruebas de luge con la participación de 93 deportistas —64 hombres y 29 mujeres— de 24 países. Alemania no tuvo rival y se llevó cinco medallas en total, incluidos los tres oros.
En primer lugar se celebró la prueba masculina individual. El campeón vigente Georg Hackl venía de una mala racha en los títulos mundiales, pero para los JJ. OO. pudo mejorar sus marcas gracias a un trineo rediseñado y botas aerodinámicas, subiendo a lo más alto de un podio compartido por el italiano Armin Zöggeler y el germano Jens Müller. Así pues, Hackl se convirtió en el sexto atleta en ganar tres oros olímpicos consecutivos. El líder mundial de la época, el austríaco Markus Prock, tuvo que conformarse con el cuarto puesto. En la femenina hubo un duelo entre las alemanas Silke Kraushaar y Barbara Niedernhuber, con victoria para la primera por tan solo dos milésimas de segundo.
Las competencias dobles permitían dúos mixtos, pero todos estuvieron compuestos por hombres. Stefan Krauße y Jan Behrendt, quienes llevaban catorce años compitiendo juntos, superaron en la final a los dos equipos de Estados Unidos, plata y bronce respectivamente. Por primera vez desde la inclusión del luge en el programa olímpico, hubo medallas para deportistas que no eran alemanes, austríacos, italianos o de la antigua Unión Soviética.

### Patinaje artístico

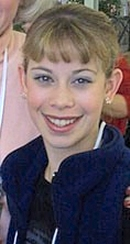
Tara Lipinski se convirtió en la campeona olímpica más joven.

El patinaje artístico mantuvo su programa en cuatro pruebas más la exhibición, con un total de 145 participantes —73 hombres y 72 mujeres— de 37 países desde el Nagano White Ring. Tal y como había sucedido en Lillehammer 1994, se permitía la participación de los patinadores profesionales que hubiesen estado en torneos de la Unión Internacional de Patinaje.
La competición quedó abierta con el evento de parejas: el dúo ruso formado por Oksana Kazakova y Artur Dmitriev obtuvo la puntuación más alta del programa técnico y aguantó el tipo en libre. Dmitriev ya había obtenido el oro en Albertville 1992 con otra patinadora, convirtiéndose en el primero que vencía esta disciplina con dos parejas diferentes. A continuación llegó la categoría masculina, con victoria del ruso Ilia Kulik tanto en el corto como en el libre; el canadiense Elvis Stojko repitió la plata de 1994, y Philippe Candeloro hizo lo propio con el bronce.
En danza por parejas, los campeones mundiales rusos Oksana Grishuk y Evgeni Platov revalidaron la victoria de Lillehammer 1994. Hubo polémica en el jurado, pues la canadiense Jean Senft acusó de «voto político» a dos de sus colegas europeos para dejar fuera del podio a la pareja de Canadá. La denunciante llegó a aportar conversaciones telefónicas de un juez ucraniano y el Tribunal de Arbitraje Deportivo (TAS) le dio la razón, pero la Unión Internacional de Patinaje terminaría suspendiendo a ambos por conflicto de intereses.
En categoría femenina se produjo un esperado duelo entre las dos favoritas, las estadounidenses Tara Lipinski y Michelle Kwan. La patinadora de origen hongkonés lideraba la clasificación al final del programa corto por estrecho margen. Sin embargo, Lipinski remontó en libre con un ejercicio muy técnico, superior a las combinaciones de triples saltos de Kwan. Siete de los nueve jueces dieron su máxima puntuación a Lipinski, por lo que ella se convirtió en la campeona olímpica más joven de la historia (14 años), superando el récord que hasta entonces ostentaba la noruega Sonja Henie en Sankt Moritz 1928. El bronce fue para la china Chen Lu.

### Patinaje de velocidad

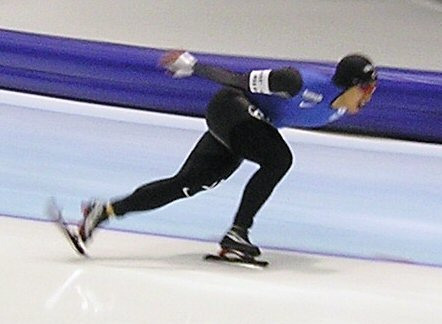
Los patines clap se usaron por primera vez en Nagano 1998.

Se disputaron un total de diez pruebas en el recién construido M-Wave con la inscripción de 171 atletas —92 hombres y 79 mujeres— de 25 estados. En total se batieron cinco plusmarcas mundiales y doce olímpicas gracias a dos innovaciones tecnológicas: el equipo de Países Bajos había estrenado trajes aerodinámicos y unos novedosos patines clap (con bisagra) para extender la pierna sin perder contacto con el hielo, inmediatamente emulados por el resto de delegaciones.
Los neerlandeses dominaron la disciplina masculina con nueve de las quince medallas en juego. Gianni Romme batió la marca mundial en la final de 5000 y 10 000 metros, mientras que Ids Postma hizo lo propio en 1000 m y quedó segundo en 1500 m La gran esperanza del país anfitrión, el plusmarquista Hiroyasu Shimizu, obtuvo un oro en 500 m y el bronce en 1000 m Por último, el noruego Ådne Søndrål se hizo valer con el récord del mundo en 1500 m, por encima de los neerlandeses Postma y Rintje Ritsma, triple medallista de esta edición.
La categoría femenina tuvo mayor igualdad. En 500 m hubo victoria de la canadiense Catriona Le May Doan, quien había batido el récord olímpico en las dos carreras de la final. La neerlandesa Marianne Timmer batió la plusmarca mundial en las finales de 1000 m y 1500 m En las categorías de mayor distancia hubo un duelo entre las germanas Gunda Niemann-Stirnemann y Claudia Pechstein: la primera obtuvo la victoria en 3000 m, pero la segunda pudo resarcirse derrotándola en 5000 m con otro récord del mundo, a solo cuatro centésimas de distancia. Al término de Nagano 1998, Niemann se retiraría con ocho medallas olímpicas, tres de ellas doradas, que igualaban el hito de Karin Enke.

### Patinaje de velocidad en pista corta
Desde el Nagano White Ring, unos 94 patinadores —49 hombres y 45 mujeres— de 18 países tomaron parte de las seis pruebas incluidas en el evento. Al tradicional dominio surcoreano se sumaron esta vez los chinos, quienes obtuvieron seis de sus ocho preseas en esta modalidad.
Los eventos femeninos se celebraron en primer lugar; la surcoreana Chun Lee-kyung revalidó los oros de Lillehammer en las categorías de 1000 m y 3000 m del relevo por equipos, así como un bronce en la prueba de 500 m donde la canadiense Annie Perreault resultó ganadora. Por su parte, las pruebas masculinas estuvieron protagonizadas por el japonés Takafumi Nishitani, vencedor por sorpresa de los 500 m, y del debutante surcoreano Kim Dong-sung en los 1000 m El campeón mundial canadiense Marc Gagnon, quien había sido descalificado de la final anterior, pudo resarcirse con el oro de Canadá en los 5000 m relevos.

### Saltos de esquí

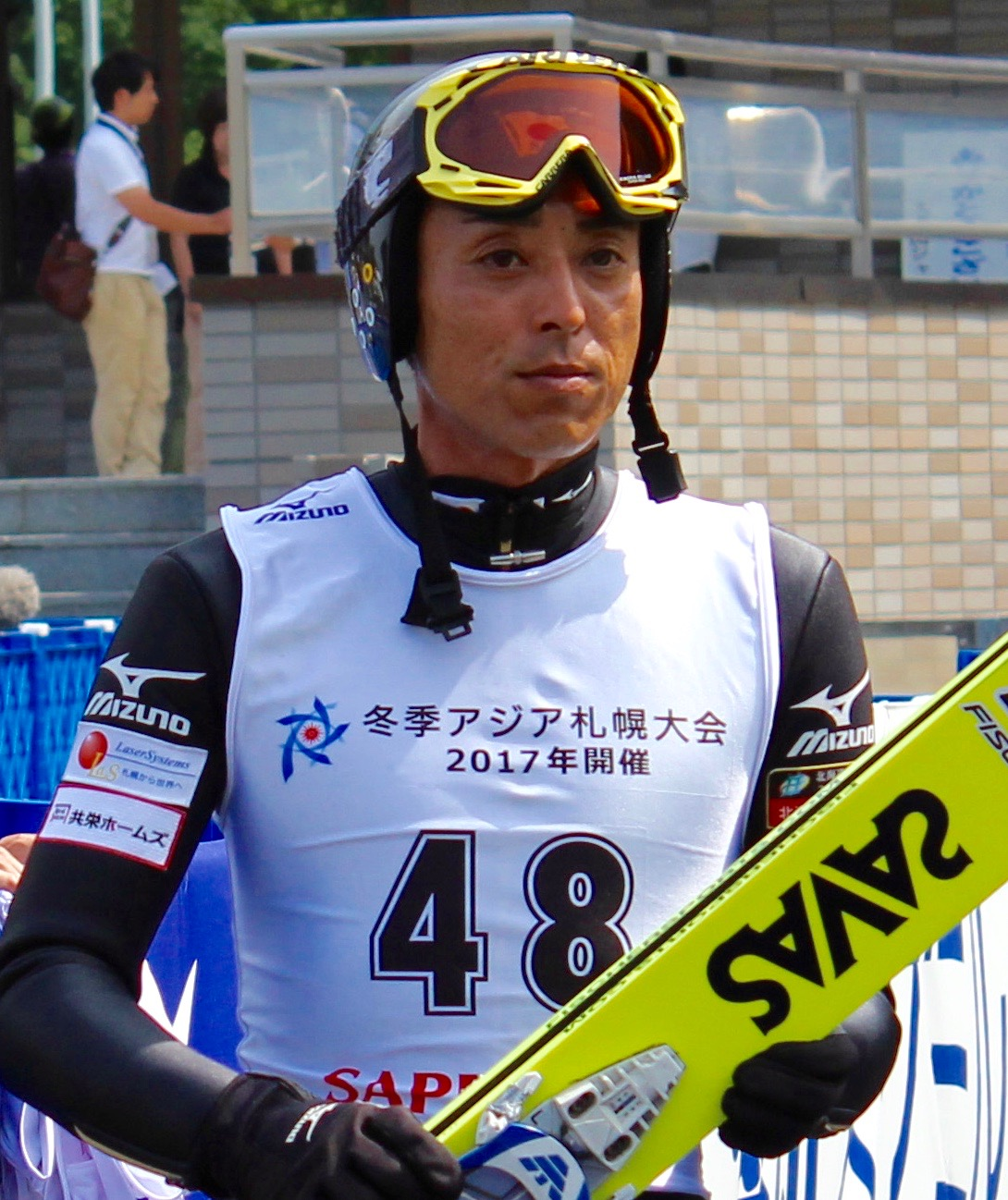
Kazuyoshi Funaki fue oro en el trampolín largo con una puntuación perfecta en estilo.

Las competencias de salto de esquí llenaron las gradas del estadio de Hakuba con la presencia de 68 atletas —todos hombres— de 19 países. Por primera vez en una cita olímpica, la clasificación a la segunda ronda estaba restringida a los treinta mejores saltadores.
En el trampolín normal el podio estuvo copado por el finlandés Jani Soininen, seguido por el japonés Kazuyoshi Funaki y el austríaco Andreas Widhölzl. Cuatro días más tarde se celebró el trampolín largo, donde Funaki hizo historia al superar una distancia de 132,5 metros y, algo hasta entonces inédito en los JJ. OO., la puntuación perfecta en estilo. De este modo el nipón rebasaba a Soininen y se colgaba un oro que su país no había ganado desde Sapporo 1972. Por último se llegó a la prueba de equipos, con victoria japonesa gracias al récord olímpico de Takanobu Okabe (137 metros); Alemania firmó la plata y Austria obtuvo el bronce.

### Snowboard
El snowboard se estrenaba en el programa con un total de 125 deportistas —69 hombres y 56 mujeres— de 22 países. Tanto el eslalon gigante como el medio tubo, ambos con su correspondiente división por sexos, estuvieron organizados por la Federación Internacional de Esquí, único organismo reconocido por el Comité Olímpico Internacional.
El 8 de febrero se celebró la final del eslalon gigante masculino en el monte Yakebitai, con victoria del snowboarder canadiense Ross Rebagliati. Tres días después le retiraron la presea por dar positivo en cannabinoides, siendo el primer caso de suspensión por drogas no ligadas al rendimiento deportivo. No obstante, tras el recurso de los canadienses al TAS, el COI tuvo que devolvérsela porque la marihuana no estaba en su lista de sustancias prohibidas. La prueba femenina, prevista para el día 9, deparó la victoria de la francesa Karine Ruby. Esta modalidad de eslalon fue reemplazada en Salt Lake City 2002 por el gigante paralelo.
Ambas finales de halfpipe se organizaron el 12 de febrero en el Parque de Snowboard de Kanbayashi. La masculina vivió la conquista del suizo Gian Simmen, quien hasta entonces no se había impuesto en otra gran prueba, sobre los favoritos Daniel Franck (Noruega, plata) y Ross Powers (EE. UU., bronce). Y en la femenina el triunfo fue para la joven alemana Nicola Thost, por un estrecho margen sobre la noruega Stine Brun Kjeldaas. La estadounidense Shannon Dunn-Downing hizo la mejor puntuación en la primera manga, pero en la segunda cometió varios errores que le relegaron al bronce.

### Ceremonia de clausura
Ante más de 50 000 espectadores en el Estadio Olímpico, el 22 de febrero se llevó a cabo el cierre de los XVIII Juegos de Invierno. El emperador Akihito y su esposa pusieron en marcha la gala a las 18:00 horas (UTC+9), tras lo cual los atletas hicieron acto de presencia portando las banderas de los 72 comités. Las danzas tradicionales de la prefectura de Nagano dieron paso a una delegación de la siguiente sede, Salt Lake City 2002, representada por una escolta de cowboys. Y después de todos los actos protocolarios, se procedió al apagado de la llama al ritmo de la canción tradicional Furusato («Mi hogar»), interpretada por Anri, para concluir por fin con un espectáculo de pirotecnia.

## Medallero
Un total de 24 países terminaron los Juegos Olímpicos de Invierno con medalla, de los cuales 15 ganaron al menos una presea de oro. Alemania quedó en primera posición tanto en número de oros (12) como en el cómputo total (29), cuatro por encima de Noruega. En tercer lugar quedó Rusia, anterior vencedora de Lillehammer 1994, con 18 metales. Ningún país de habla hispana consiguió subirse al podio.
Bulgaria (biatlón) y República Checa (hockey sobre hielo) ganaron sus primeras medallas de oro en unos Juegos Olímpicos de Invierno, mientras que Dinamarca debutó en el palmarés con su plata en curling.
La deportista más laureada fue la esquiadora rusa Larisa Lazutina, con tres oros y al menos un metal en cada una de las cinco pruebas femeninas del esquí de fondo. El único atleta que pudo igualar sus triunfos fue el noruego Bjørn Dæhlie, retirándose con un total de 12 medallas olímpicas en tres ediciones. La patinadora artística estadounidense Tara Lipinski se convirtió en la persona más joven en ganar una prueba de los Juegos de Invierno.
| Núm. | País                 | Oro | Plata | Bronce | Total |
| ---- | -------------------- | --- | ----- | ------ | ----- |
| 1    | Alemania (GER)       | 12  | 9     | 8      | 29    |
| 2    | Noruega (NOR)        | 10  | 10    | 5      | 25    |
| 3    | Rusia (RUS)          | 9   | 6     | 3      | 18    |
| 4    | Canadá (CAN)         | 6   | 5     | 4      | 15    |
| 5    | Estados Unidos (USA) | 6   | 3     | 4      | 13    |
| 6    | Países Bajos (NED)   | 5   | 4     | 2      | 11    |
| 7    | Japón (JPN)          | 5   | 1     | 4      | 10    |
| 8    | Austria (AUT)        | 3   | 5     | 9      | 17    |
| 9    | Corea del Sur (KOR)  | 3   | 1     | 2      | 6     |
| 10   | Italia (ITA)         | 2   | 6     | 2      | 10    |

### Máximos medallistas
| Atleta           | País          | Deporte                    | Gold | Silber | Bronze | Total |
| Larisa Lazutina  | Rusia         | Esquí de fondo             | 3    | 1      | 1      | 5     |
| Bjørn Dæhlie     | Noruega       | Esquí de fondo             | 3    | 1      | 0      | 4     |
| Olga Danilova    | Rusia         | Esquí de fondo             | 2    | 1      | 0      | 3     |
| Kazuyoshi Funaki | Japón         | Salto de esquí             | 2    | 1      | 0      | 3     |
| Chun Lee-kyung   | Corea del Sur | Patinaje sobre pista corta | 2    | 0      | 1      | 3     |
| Katja Seizinger  | Alemania      | Esquí alpino               | 2    | 0      | 1      | 2     |

## Legado

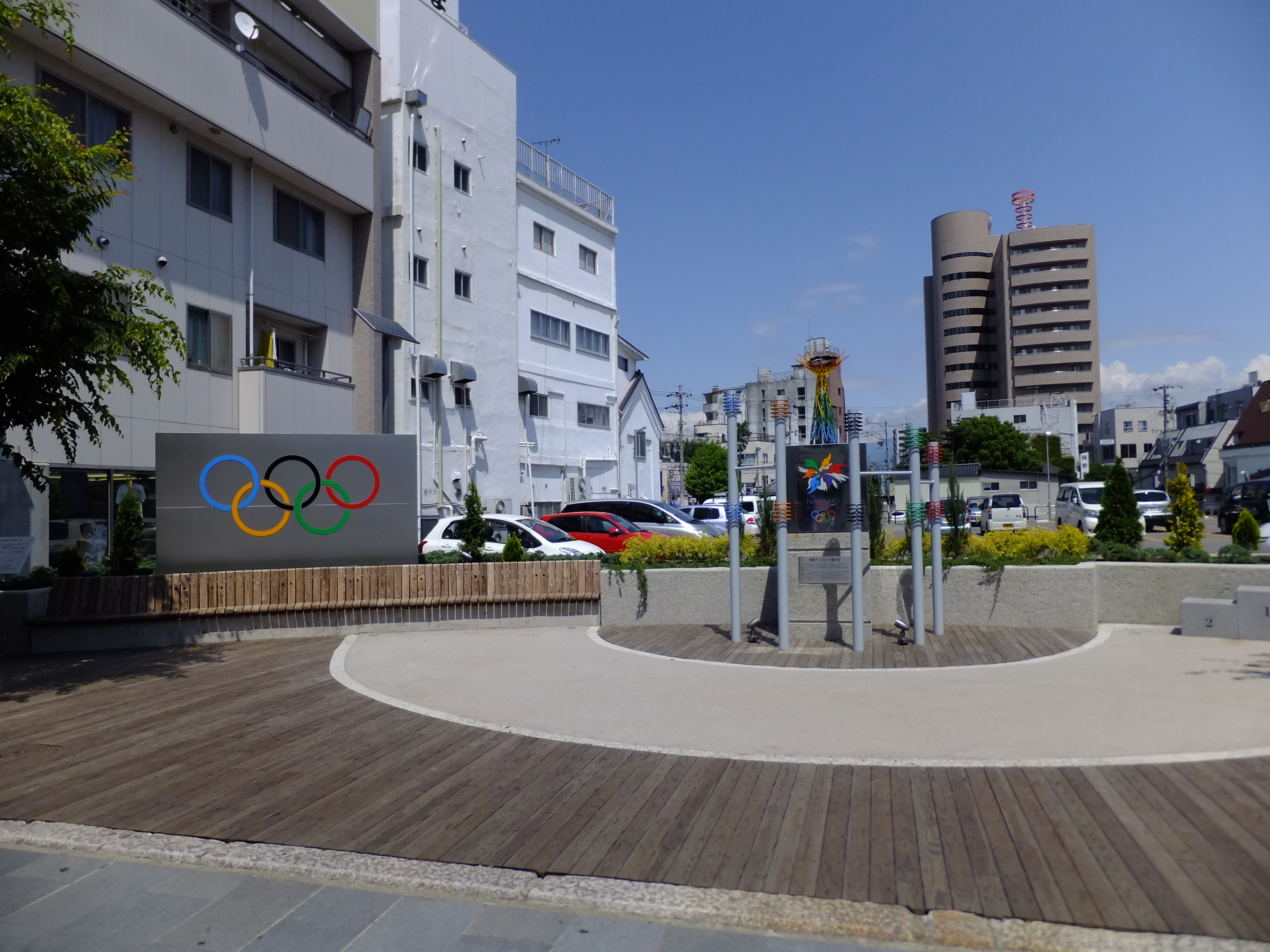
Parque Olímpico en el centro de Nagano.

Los Juegos Olímpicos de 1998 tuvieron un impacto positivo en Nagano y el resto de la prefectura. Además de convertirla en un destino turístico para deportes de invierno, la nueva red de transportes redujo la desigualdad territorial con otras regiones de la isla de Honshū, en buena parte gracias al tren de alta velocidad (actual Hokuriku Shinkansen) y las dos autopistas. En términos generales, se considera que fueron un éxito organizativo pese a los problemas climatológicos y a los embotellamientos.
Las autoridades niponas han tenido que gestionar el mantenimiento de las sedes deportivas. Algunos recintos fueron transformados en nuevas instalaciones, entre ellas el Estadio Olímpico en campo de béisbol (2000) y el Aqua Wing Arena en centro de natación (1999). Han conservado su uso original las estaciones de esquí, el pabellón M-Wave (patinaje de velocidad) y el Big Hat (patinaje artístico). Sin embargo, no todas las instalaciones han corrido la misma suerte: la pista Spiral de Iizuna es deficitaria y ha tenido que cerrar en varias ocasiones por falta de mantenimiento.
El NAOC utilizó parte de los ingresos para crear un «fondo conmemorativo de los Juegos Olímpicos de 1998», cuyo dinero sería invertido en el entrenamiento de atletas japoneses y en la financiación de las siguientes competiciones de deportes invernales que se organizasen en el archipiélago. Algunas de esas competencias han sido el Campeonato Mundial de Patinaje de Velocidad de 2000, el Mundial de Hockey sobre Hielo sub-20 de 2000, el Mundial de Patinaje Artístico de 2002, el Mundial de Patinaje de Velocidad en Distancia Corta de 2004, y varias eliminatorias de las series mundiales de patinaje.

## Controversia
Al término de los Juegos, el Comité Olímpico Japonés abrió una investigación sobre los gastos de la candidatura de Nagano para garantizarse la elección en 1991. El diario Mainichi Shimbun reveló que la delegación habría desembolsado 740 millones de yenes en distintos conceptos, incluyendo un gasto adicional de 24 millones de yenes para transportar a la delegación nipona (de 180 miembros) hasta Birmingham, sede de la 97.ª sesión del COI. Durante la evaluación de sedes candidatas, Nagano llegó a pagar estancias en primera clase, regalos y rutas turísticas a 62 miembros del COI, entre ellos el presidente Juan Antonio Samaranch. Sin embargo, el NAOC había destruido toda la documentación relativa a esos gastos, según ellos «para ahorrar espacio», por lo que nunca se pudo cuantificar la cifra exacta.